# Ucis în luptă

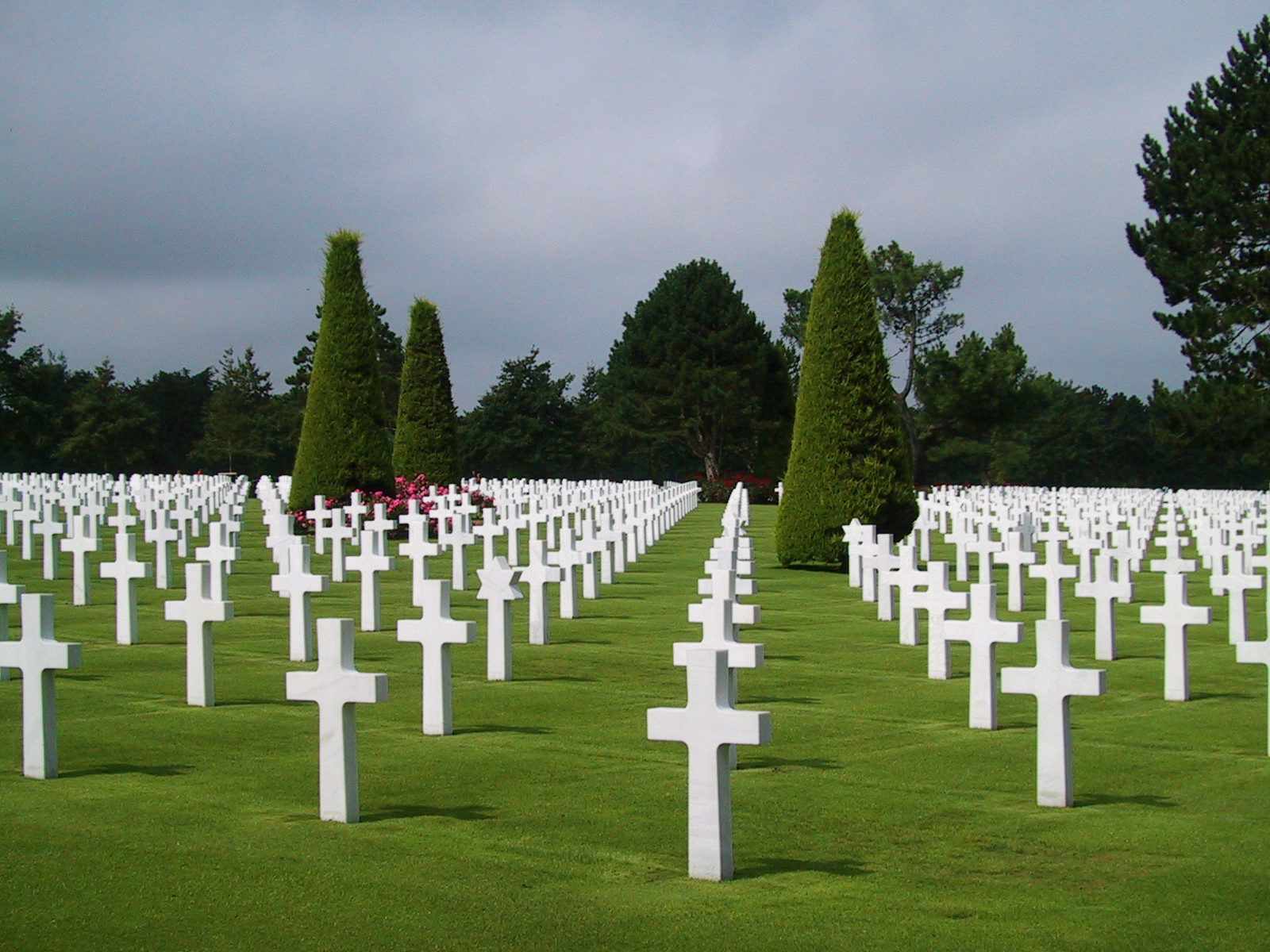
Cimitirul american din Normandia cu soldați uciși în luptă, lângă Colleville-sur-Mer, Franța

Ucis în luptă (în engleză Killed in action, cu sensul de ucis în acțiune, prescurtat KIA), este o clasificare folosită de obicei de militari pentru a descrie moartea trupelor proprii datorată forțelor ostile. Departamentul de Apărare al Statelor Unite, de exemplu, spune că cei declarați uciși în luptă nu trebuie neapărat să fi tras cu armele lor, dar au fost uciși din cauză că au atacat trupe ostile. Cei uciși în luptă nu sunt cei morți în incidente, cum ar fi accidente de vehicule și alte evenimente non-ostile sau terorism. Termenul poate fi aplicat atât trupelor combatante din prima linie, infanteria, cât și la cele navale, aeriene și trupe de sprijin. Cineva care este ucis în luptă este notat cu un † lângă numele său. De asemenea, ucis în luptă este etichetat și cel care a murit în acțiune pe câmpul de luptă din cauza rănilor.